# Ramona Papaioannou
Anna Ramona Papaioannou (in greco Άννα Ραμόνα Παπαϊωάννου?; Cholargos, 15 giugno 1989) è una velocista cipriota.

## Palmarès
| Anno | Manifestazione                    | Sede             | Evento      | Risultato   | Prestazione | Note                                     |
| ---- | --------------------------------- | ---------------- | ----------- | ----------- | ----------- | ---------------------------------------- |
| 2005 | Giochi dei piccoli stati d'Europa | Andorra la Vella | 400 m piani | Bronzo      | 58"10       |                                          |
| 2007 | Giochi dei piccoli stati d'Europa | Fontvieille      | 400 m hs    | 4ª          | 1'02"29     |                                          |
| 2007 | Giochi dei piccoli stati d'Europa | Fontvieille      | 4×400 m     | Oro         | 3'45"17     |                                          |
| 2007 | Europei juniores                  | Hengelo          | 400 m hs    | Batteria    | 1'03"52     |                                          |
| 2009 | Giochi dei piccoli stati d'Europa | Nicosia          | 100 m piani | Argento     | 11"91       |                                          |
| 2009 | Giochi dei piccoli stati d'Europa | Nicosia          | 200 m       | Argento     | 24"65       |                                          |
| 2009 | Giochi dei piccoli stati d'Europa | Nicosia          | 4×100 m     | Oro         | 45"98       |                                          |
| 2009 | Giochi del Mediterraneo           | Pescara          | 100 m piani | Semifinale  | 12"03       |                                          |
| 2009 | Europei under 23                  | Kaunas           | 100 m piani | Batteria    | 12"57       |                                          |
| 2011 | Giochi dei piccoli stati d'Europa | Schaan           | 100 m piani | Oro         | 11"86       |                                          |
| 2011 | Giochi dei piccoli stati d'Europa | Schaan           | 200 m       | Argento     | 24"27       |                                          |
| 2011 | Giochi dei piccoli stati d'Europa | Schaan           | 4×100 m     | Argento     | 47"08       |                                          |
| 2011 | Europei under 23                  | Ostrava          | 100 m piani | Semifinale  | 11"94       |                                          |
| 2011 | Europei under 23                  | Ostrava          | 200 m piani | Batteria    | 24"41       |                                          |
| 2013 | Europei indoor                    | Göteborg         | 60 m piani  | Batteria    | 7"48        |                                          |
| 2013 | Giochi dei piccoli stati d'Europa | Lussemburgo      | 100 m piani | Oro         | 11"57       |                                          |
| 2013 | Giochi dei piccoli stati d'Europa | Lussemburgo      | 200 m piani | Oro         | 23"40       |                                          |
| 2013 | Giochi dei piccoli stati d'Europa | Lussemburgo      | 4×100 m     | Oro         | 46"02       |                                          |
| 2013 | Giochi del Mediterraneo           | Mersin           | 100 m piani | 7ª          | 11"89       |                                          |
| 2013 | Giochi del Mediterraneo           | Mersin           | 200 m piani | 5ª          | 23"66       |                                          |
| 2013 | Giochi del Mediterraneo           | Mersin           | 4×100 m     | Argento     | 44"79       |                                          |
| 2014 | Mondiali indoor                   | Sopot            | 60 m piani  | Batteria    | 7"43        |                                          |
| 2014 | Giochi del Commonwealth           | Glasgow          | 100 m piani | Semifinale  | 11"61       |                                          |
| 2014 | Giochi del Commonwealth           | Glasgow          | 200 m piani | Semifinale  | 23"87       |                                          |
| 2014 | Europei                           | Zurigo           | 100 m piani | Batteria    | 11"64       |                                          |
| 2014 | Europei                           | Zurigo           | 200 m piani | Seminfinale | dnf         |                                          |
| 2015 | Mondiali                          | Pechino          | 100 m piani | Semifinale  | 11"38       |                                          |
| 2015 | Mondiali                          | Pechino          | 200 m piani | Batteria    | 23"30       |                                          |
| 2016 | Europei                           | Amsterdam        | 100 m piani | Batteria    | 11"55       |                                          |
| 2016 | Europei                           | Amsterdam        | 4×100 m     | Batteria    | 43"87       | Record nazionale                         |
| 2016 | Giochi olimpici                   | Rio de Janeiro   | 100 m piani | Batteria    | 11"61       |                                          |
| 2016 | Giochi olimpici                   | Rio de Janeiro   | 200 m piani | Batteria    | 23"10       | Miglior prestazione personale            |
| 2017 | Europei indoor                    | Belgrado         | 60 m piani  | Batteria    | 7"48        | Miglior prestazione personale stagionale |
| 2018 | Giochi del Commonwealth           | Gold Coast       | 100 m piani | Semifinale  | 11"67       |                                          |
| 2019 | Giochi europei                    | Minsk            | 100 m piani | 14ª         | 11"70       |                                          |